# 2076 Levin
2076 Levin eller 1974 WA är en asteroid i huvudbältet som upptäcktes den 16 november 1974 av Harvard College Observatory. Den är uppkallad efter den sovjetiske astronomen Boris Levin (1912–1989).
Asteroiden har en diameter på ungefär tre kilometer. Den tillhör och har givit namn åt asteroidgruppen Levin.